# 橉木
橉木为蔷薇科李属的植物。分布在湖北、四川、江苏、浙江、河南、湖南、安徽、广西、贵州、陕西、江西、甘肃、台湾、朝鲜半岛、日本等地，生长于海拔1,000米至2,300米的地区，多生于山坡阳疏林中、山谷斜坡、高山密林中以及路旁旷地。